# Trứng đực
Trứng đực là kết quả lý thuyết hiện nay của một quá trình trong đó người ta bỏ đi những gen trong trứng của con cái (một kỹ thuật tương tự như dòng hóa) và thay vào DNA của con đực. Có thể thụ tinh trứng này bằng tinh trùng. Quá trình được thực hiện bởi tiến sĩ Calum MacKellar, một nhà sinh học người Scotland. Với kỹ thuật này, hai con đực có thể cùng là bố của con con. Tuy nhiên, kỹ thuật này cần một tử cung nhân tạo hoặc một con cái mang thai hộ.